# Vendée
Vendée là một tỉnh của Pháp, tỉnh lỵ là thành La Roche-sur-Yon. Năm 1999 Vedée có dân số là 539.644 người.
Tỉnh này nằm ở tây-trung bộ nước Pháp, bên bờ Đại Tây Dương. Tên gọi Vendée được lấy từ sông Vendée chạy qua phần đông nam của tỉnh.
Điểm cao nhất của Vendée là Puy-Crapaud (295 m).
Có bốn sông chảy qua tỉnh: Sèvre Nantaise (135 km (84 mi) dài), 